# اکتین رندر
اکتین رندر یا اکتان رندر (به انگلیسی: Octane Render) یک موتور رندر بدون پیش‌فرض اصطلاحاً unbiased با قابلیت بلادرنگ است که توسط شرکت نرم‌افزار گرافیکی OTOY Inc. عرضه می‌شود. اکتان پیش از اینکه در سال ۲۰۱۲ به شرکت OTOY فروخته شود، توسط ترنس ورگاوون در شرکت Refractive Software LTD که یک استارتاپ نیوزیلندی بود طراحی و تولید شده بود. اکتین رندر موتور بدون پیش‌فرض رهگیری پرتو مبتنی بر کارت‌های گرافیکی است که به‌صورت عمومی و تجاری عرضه شد، استفاده از کارت گرافیک (GPU) در مقابل واحد پردازش مرکزی (CPU) که اکتان از آن بهره می‌برد، موجب افزایش سرعت رندرینگ، تغییر صحنه‌ها و رندر آنها در لحظه می‌شود.